# Howatharra
Howatharra is een plaats in de regio Mid West in West-Australië. 

## Geschiedenis
Op 26 juli 1879 opende de spoorweg tussen Geraldton en Northampton.
Begin jaren 1900 stelde de overheid de streek open voor de landbouw. In 1908 werd een nevenspoor ('siding') langs de spoorweg aangelegd. Een jaar later werd het plaatsje Howatharra aan dat nevenspoor gesticht. Het werd vernoemd naar een nabijgelegen waterbron, de 'Howatharra Spring'. De naam is Aborigines van oorsprong en de bron werd in 1872 als 'Howetparrah Well' vermeld.
De spoorweg werd op 29 april 1957 uit dienst genomen.

## Beschrijving
Howatharra maakt deel uit van het lokale bestuursgebied (LGA) Shire of Chapman Valley, een landbouwdistrict waarvan Nabawa de hoofdplaats is.
In 2021 telde Howatharra 112 inwoners.

## Ligging
Howatharra ligt aan de North West Coastal Highway, 442 kilometer ten noordnoordwesten van de West-Australische hoofdstad Perth, 27 kilometer ten noorden van Geraldton en 24 kilometer ten westzuidwesten van Nabawa.